# Память Коммунаров (Алтайский край)
Память Коммунаров — посёлок в Романовском районе Алтайского края. Входит в состав Майского сельсовета.

## История
Основан в 1929 году.

## География
Одна улица — ул. Интернациональная. Посёлок находится менее чем в 25 км административных границ с соседними районами: Мамонтовский, Завьяловский.
Географическое положение
Расстояние до:
районного центра Романово: 13 км.
областного центра Барнаул: 180 км.
Ближайшие населённые пункты
Майский 5 км, Рассвет 9 км, Казанцево 12 км, Романово 13 км, Гилев Лог 15 км, Украинка 17 км, Добрая Воля 19 км, Гилевка 19 км, Гуселетово 19 км, Журавли 20 км, Мамонтово 22 км, Гонохово 23 км, Малые Бутырки 24 км, Светлый 25 км, Закладное 25 км, Станция Овечкино 26 км, Рыбальный 27 км, Завьялово 28 км, Суслово 28 км, При разъезде Гоноховский 28 км, Дубровино 29 км

## Население
| 1997 | 1998 | 1999 | 2000 | 2001 | 2002 | 2003 |
| ---- | ---- | ---- | ---- | ---- | ---- | ---- |
| 128  | ↗474 | →474 | ↘135 | ↗149 | ↘145 | ↗150 |
| 2004 | 2005 | 2006 | 2007 | 2008 | 2009 | 2010 |
| ↘138 | ↘123 | ↘89  | ↘84  | ↘72  | ↘57  | ↘39  |
| 2011 | 2012 | 2013 |      |      |      |      |
| ↘38  | ↘31  | ↘27  |      |      |      |      |

## Транспорт
Подъезд к автодороге местного значения 01К-07 Алейск — Буканское.